# Абрамовка (река)
Абра́мовка (до 1972 года — Чихеза) — река в Приморском крае России. Берёт начало в 1 км к северо-западу от села Прилуки у подножий холмистой гряды, служащей водоразделом с рекой Мельгуновка, течёт в юго-восточном направлении, впадает в реку Илистая слева на 95 км от её устья.
Длина — 102 км, площадь бассейна — 1610 км², общее падение реки 75,4 м. Ширина реки средняя — 10 м, наибольшая — до 42 м. Глубины реки изменяются от 0,8 до 4 м.
Основные притоки: Козловка (л. б., 88-й км), Охотенка (п. б., 71-й км), Липовцы (п. б., 64-й км), Осиновка (п.б., 13-й км).
Населённые пункты на реке: Приозёрное, Новожатково, Абрамовка, Павловка, Перелётный.